# Высшелубянский сельский совет
Высшелубянский сельский совет (укр. Вищелуб'янська сільська рада) — входит в состав
Збаражского района
Тернопольской области
Украины.
Административный центр сельского совета находится в 
с. Высшие Лубянки.

## История
- 1940 — дата образования.

## Населённые пункты совета
- с. Высшие Лубянки
- с. Новый Роговец